# Axonema

Cilia. Estructura interna.

Estructura del flagelo eucariota. 1-axonema, 2-membrana plasmática, 3-IFT (Transporte IntraFlagelar), 4-cuerpo basal, 5-sección del flagelo, 6-tripletes de microtúbulos del cuerpo basal.

Sección del axonema. 1-doblete externo de microtúbulos, 2-doblete interno de microtúbulos, 3-dos brazos de dineína, uno interno y otro externo, 4-radio, 5-puente de nexina, 6-membrana plasmática.

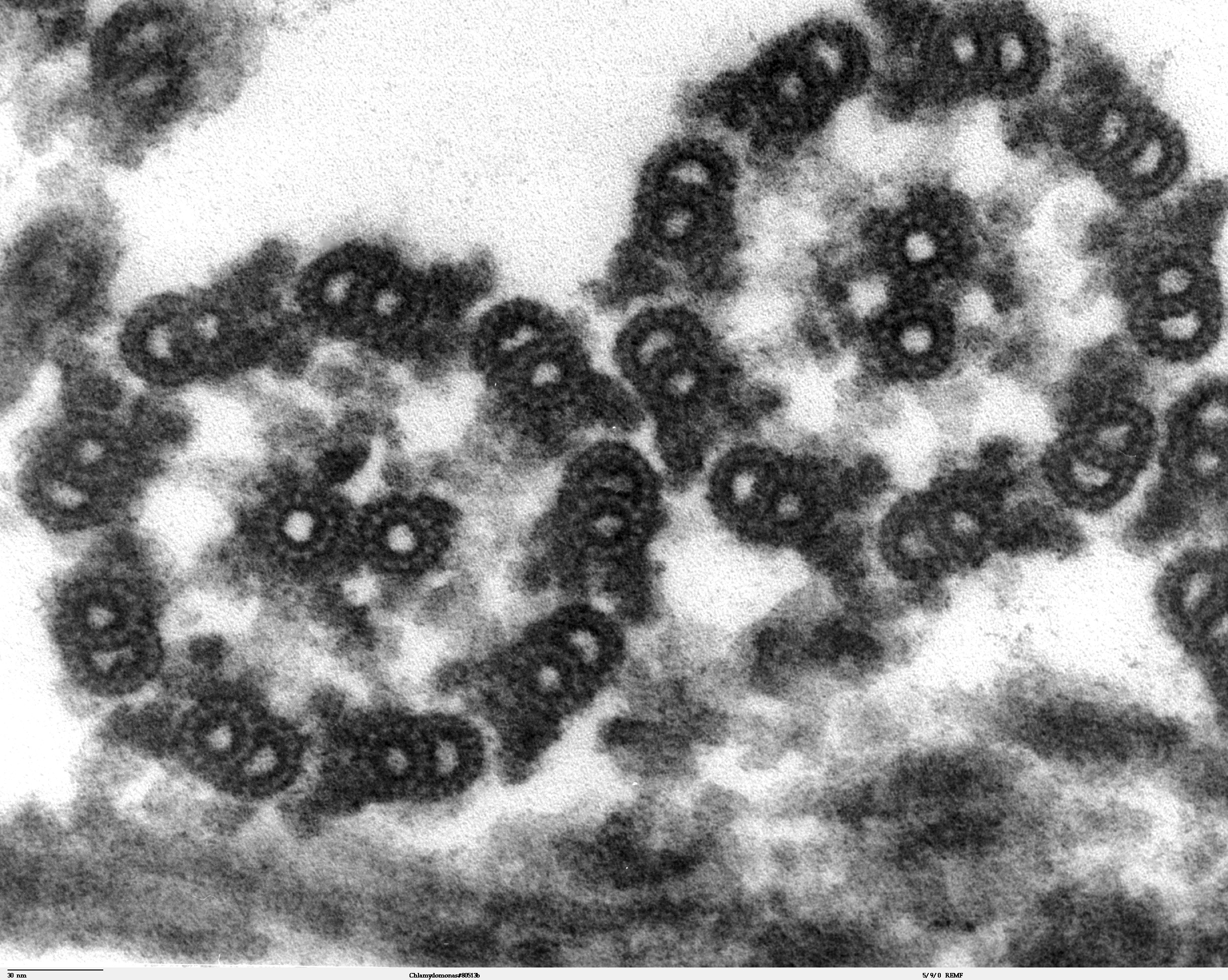
La estructura "9+2" del axonema es visible en esta micrografía de una sección de dos flagelos eucariotas.

Se llama axonema a la estructura interna axial de los cilios y flagelos de los eucariotas, compuesta de microtúbulos y proteínas que son la esencia de su movilidad. 

## Estructura
El largo del axonema es de varios micrómetros en los cilios y puede llegar a más de 1 milímetros (mm) en los flagelos. Su diámetro es de 0,2 mm. Al axonema lo rodea la membrana ciliar externa, que es una dependencia de la membrana plasmática. Todos los componentes del axonema se encuentran en la matriz ciliar.
La estructura del axonema es de 9 dobletes de microtúbulos periféricos y 1 par de microtúbulos centrales (9+2). Los dobletes de microtúbulos se disponen en forma algo oblicua, de modo que un microtúbulo (A) está más cerca al centro del axonema que el otro (B). El microtúbulo A es pequeño, pero completo, mientras que el microtúbulo B es más grande, pero incompleto, ya que le faltan 3 protofilamentos en su pared, que comparte con A. El microtúbulo A tiene 13 protofilamentos, el B tiene solo 10.

### Brazos
El microtúbulo A presenta brazos de dineína, orientados en la misma dirección, dispuestos en sentido horario cuando se mira al axonema desde la base hacia el extremo ciliar. La dineína es un complejo de 10 cadenas polipeptídicas, que pueden variar en diferentes tipos celulares, y que están formadas por una cabeza globular doble o triple, que puede unirse de manera ATP-dependiente con la superficie del microtúbulo B del par vecino, y un tallo más delgado unido permanentemente al microtúbulo A al que pertenece. La dineína es una proteína fundamental del movimiento ciliar.
La nexina conecta entre sí a los pares periféricos de microtúbulos. Las conexiones radiales son puentes que conectan al microtúbulo A de cada par periférico con una vaina proteica que rodea a los microtúbulos centrales. Estos puentes terminan en una cabeza o protuberancia.
El movimiento de un cilio o un flagelo es dependiente de ATP.

## Fisiología
Las funciones del axonema se han asociado al movimiento de los orgánulos cilias y flagelos. 

### Transporte molecular
El transporte intraflagelar (IFT, por sus siglas en inglés) es un proceso celular altamente conservado en la evolución entre eucariotas ciliados, conociéndose pocas excepciones en Apicomplexa.
La «maquinaria molecular» IFT de transporte, es la encargada de mantener la longitud del cilio o flagelo. El tráfico desde la base hasta la punta del cilio, depende del «motor» kinesina. El tráfico hacia la base depende del «motor» dineína.

Cinesina desplazándose sobre un microtúbulo.

La cinesina es el motor encargado del transporte de cargas a través de microtúbulos, está compuesta de varias partes que cambian su posición al hidrolizar ATP y producen un movimiento en forma de pasos.